# 霍舍姆龙属
霍舍姆龙属（学名：Horshamosaurus）是植食性甲龙类恐龙的一个属，生存于早白垩世的英格兰。模式种是鲁奇威克霍舍姆龙（Horshamosaurus rudgwickensis）。

## 发现
1985年，约翰·安德希尔（John Underhill）在西萨塞克斯郡鲁奇威克附近鲁奇威克砌砖厂（Rudgwick Brickworks Company）的泥灰岩采石场中挖出恐龙化石。化石由霍舍姆博物馆的两名志愿者莫里斯·兹扎莱克（Morris Zdzalek）及席尔维亚·斯坦丁（Sylvia Standing）保管，并在1988年后以禽龙骨骼的身份在博物馆中展览。后来神经学家威廉·布洛斯（William T. Blows，业余古生物学家，发表过大量有关装甲恐龙的论文）确认这些骨骼应属甲龙类而非禽龙类，并于1996年将其命名为多刺甲龙新种鲁奇威克多刺甲龙（Polacanthus rudgwickensis）。种名取自化石发现地鲁奇威克。
正模标本HORSM 1988.1546发现于下威尔德黏土组的一处灰绿色泥灰岩层位中，时间为距今逾1.25亿年的巴列姆期。标本非常破碎，包括两节不完整的背椎、一节前段尾椎的一部分、其它椎骨碎片、部分左肩胛乌喙骨、一个肱骨远端、一个接近完整的右胫骨、肋骨碎片及两块皮内成骨。
2015年，布洛斯将其独立建属，命名为霍舍姆龙（Horshamosaurus），属名取自霍舍姆镇。模式种是鲁奇威克多刺甲龙（Polacanthus rudgwickensis），新组合是鲁奇威克霍舍姆龙（Horshamosaurus rudgwickensis）。
霍舍姆龙于2020年沦为疑名，被认为在结节龙科内无法鉴别。先前被当作胫骨的骨头，亦被重新鉴定为坐骨。

## 描述
霍舍姆龙推测长约5米，较多刺甲龙模式种福氏多刺甲龙（Polacanthus foxii）长出约30%，且在椎骨及真皮装甲的许多特征上均与之不同。除体长差异外，1996年还确定其它几项区分霍舍姆龙与多刺甲龙的特征。背椎及尾椎椎体面的轮廓呈圆形而非心形。椎骨每个横突的下侧皆有两条嵴，该嵴界定了一处凹陷，并逐渐与椎体融合。前段尾椎的横突有一条明显的顶部嵴，该嵴从前向后延伸，在横突底部与脉弓融合，并在其内侧向下倾斜。“伪肩峰”位于肩胛骨前缘附近。后肋骨又大又高而非相对狭窄。胫骨较长。背部皮内成骨的骨钉，拥有前下侧内凹、后下侧实心的圆形基部，而非拥有下侧凹陷一致的椭圆形基部。其中一块皮内成骨大而扁平、下侧凹陷，貌似是背部装甲的一部分，而福氏多刺甲龙身上迄今尚未发现这种类型的骨板。
2015年增加了三项特征。肩胛骨大而粗壮，与喙骨融合。前段尾椎的椎体较短且尤为高大。从前方或后方看，尾椎侧突基部遮挡椎体上半部分而非其高度的四分之一。

## 种系发生学
系统发育分析未将霍舍姆龙恢复为多刺甲龙的姐妹群。2015年，布洛斯亦未将其归入多刺甲龙科，而是置于甲龙类中一个更加进阶的位置上，并提出该属应为结节龙科成员。